# Étienne Fourmont

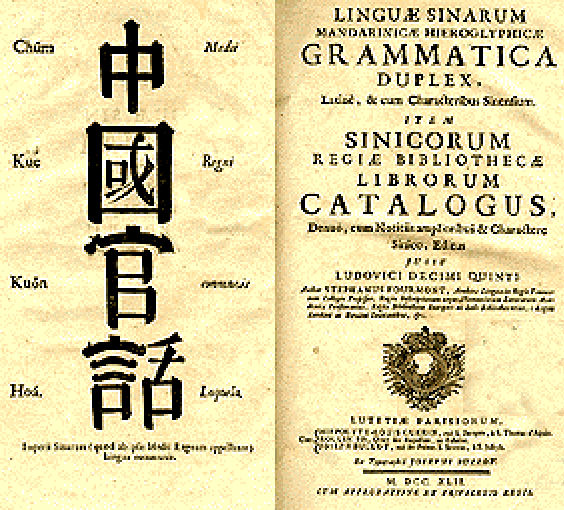
Giáo trình tiếng Trung Quốc của Étienne Fourmont.

Étienne Fourmont (23 tháng 6 1683 - 8 tháng 12 năm 1745) là một nhà Đông Phương học người Pháp.
Sinh ra tại Herblay gần Argenteuil, ông theo học trường Cao đẳng Mazarin ở Paris và sau là tại trường Cao đẳng Montaigu nơi bị thu hút bởi các ngôn ngữ phương Đông.
Một thời gian ngắn sau, ông cho phát hành quyển cách Traduction du commentaire du Rabbin Abraham A ben Esra sur l'Ecclésiaste.
Năm 1711, vua Louis XIV bổ nhiệm Fourmont giúp đỡ một người Trung Quốc tên là Hoan-ji để biên soạn sách về ngữ pháp tiếng Trung. Hoan-ji mất năm 1716 và đến tận năm 1737 Fourmont mới xuất bản được cuốn Meditationes Sinicae và trong năm 1742 là cuốn Grammatica Sinica. Ông cũng cho ra đời cuốn Réflexions critiques sur les histoires des anciens peuples (1735), và một vài bài luận in trong Tưởng nhớ Viện Hàn lâm văn tự.
Ông trở thành giáo sư tiếng Ả rập ở trường Cao đẳng Pháp năm 1715. Vào năm 1713, ông được bầu làm thành viên Viện Hàn lâm văn tự, và năm 1738 là Hội khoa học Hoàng gia Luân Đôn, năm 1742 là thành viên của Hội khoa học ở Berlin. Ông mất tại Paris ngày 8 tháng 12 năm 1745.
Người em của ông, Michel Fourmont (1690-1746), cũng là thành viên của Viện Hàn lâm văn tự, và là giáo sư ngôn ngữ Syriac tại trường Cao đẳng Hoàng gia, và được chính phủ giao nhiệm vụ ghi chép lại chữ viết ở Hi Lạp.